# Thamniopsis papillosula
Thamniopsis papillosula là một loài rêu trong họ Pilotrichaceae. Loài này được (Broth. & P. de la Varde) Vaz-Imbassahy & D. Costa mô tả khoa học đầu tiên năm 2009.